# اکناس، فنلاند
اکناس (به لاتین: Ekenäs) یک شهرک در فنلاند است که در اوسیما واقع شده‌است. اکناس ۱٬۸۷۳٫۳۸ کیلومتر مربع مساحت و ۱۴٬۷۵۴ نفر جمعیت دارد.

## نگارخانه

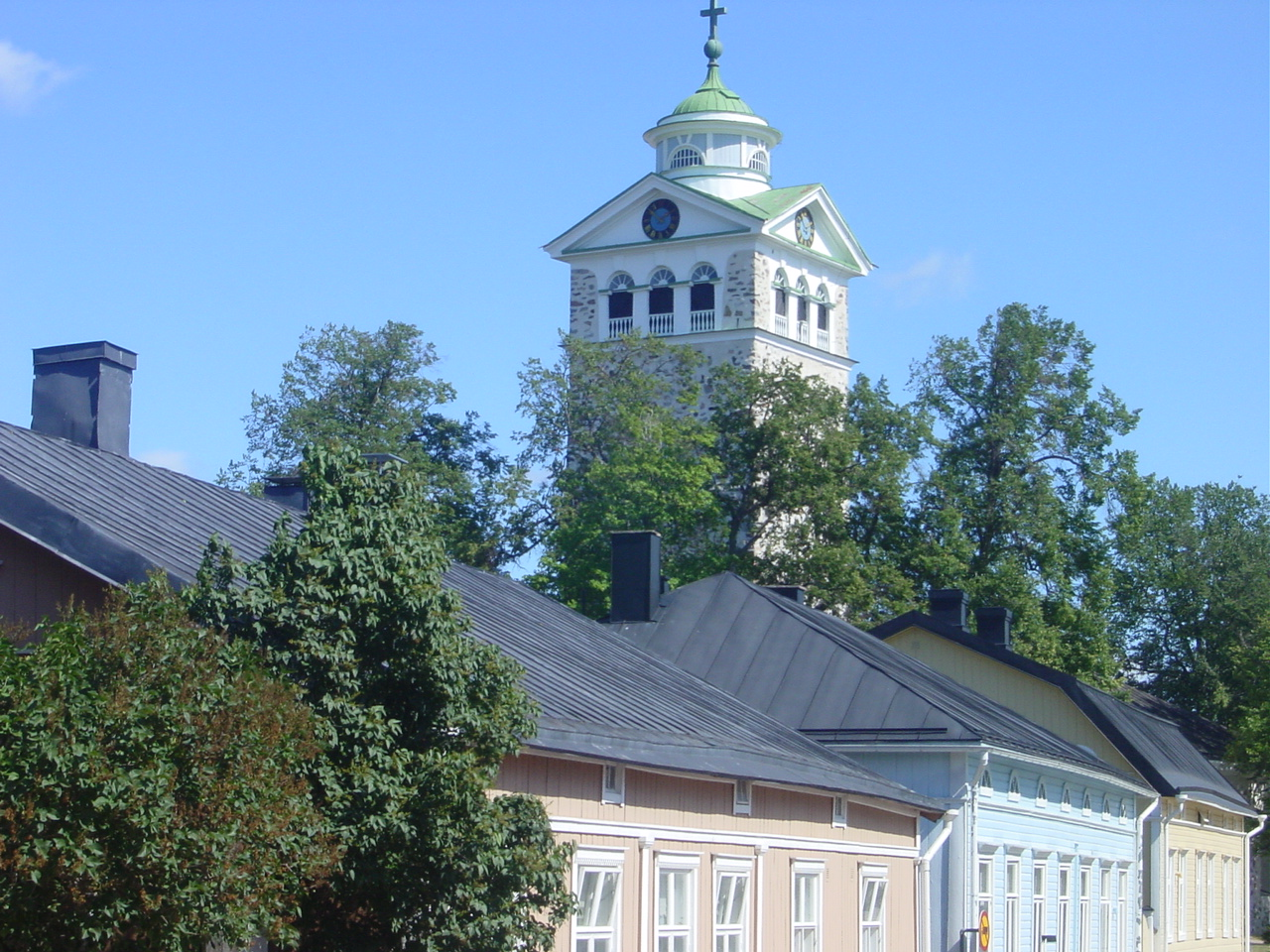
Charles Bassi, Ekenäs church
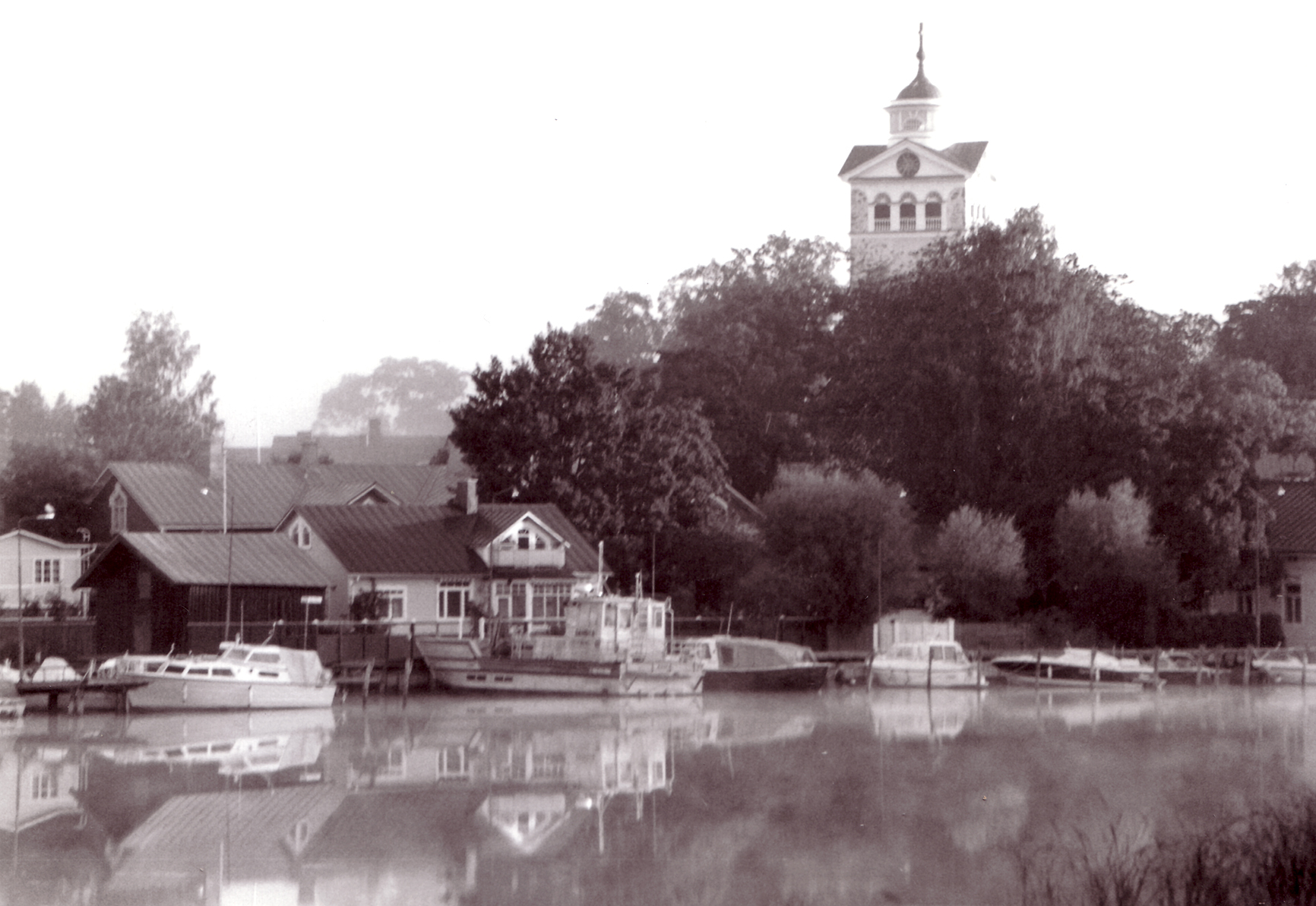
Ekenäs seen from south
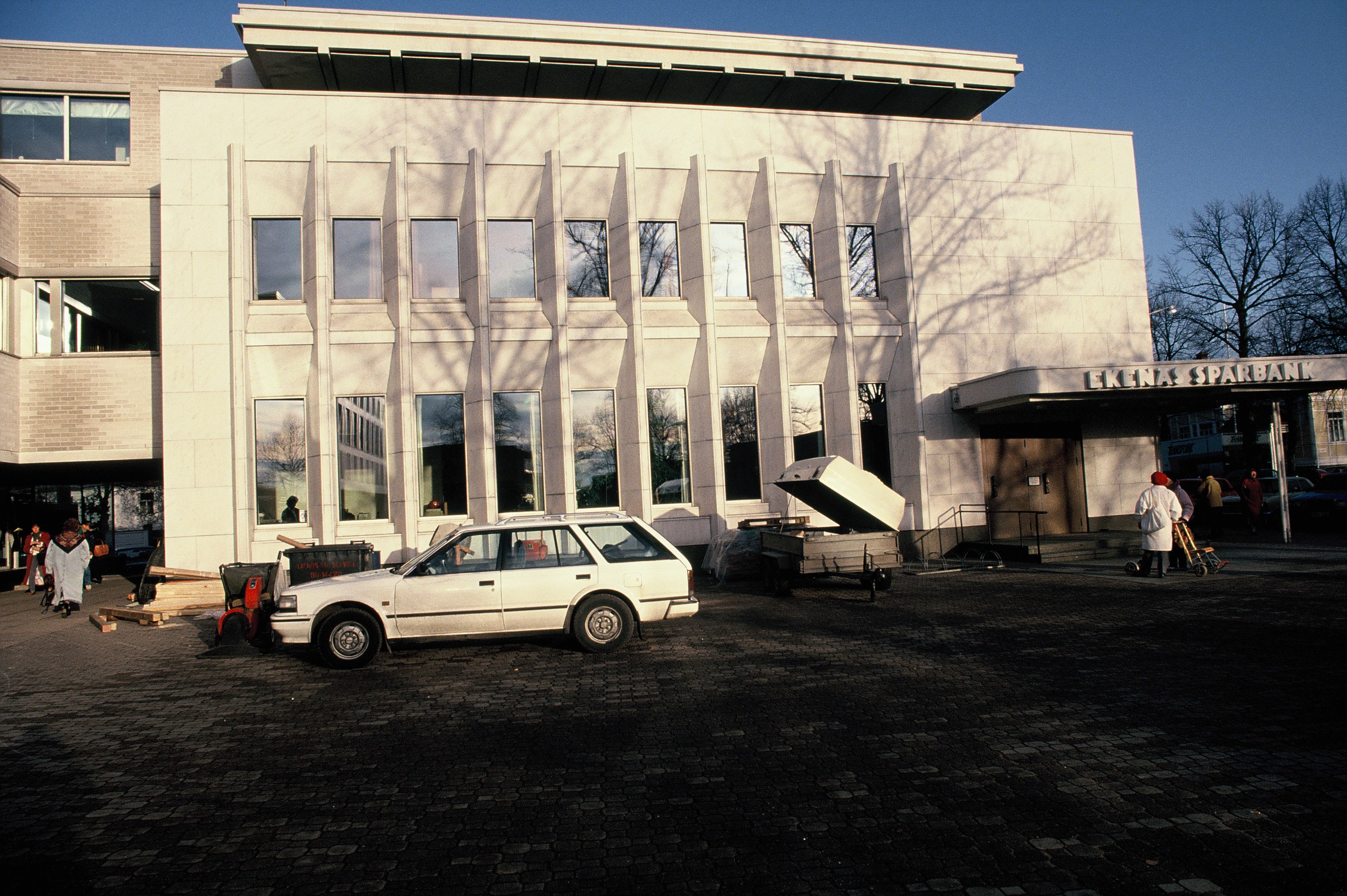
Alvar Aalto, Tammisaari Savings Bank